# Молчание (фильм, 1963)
«Молчание» (швед. Tystnaden) — классика европейского артхауса шведского режиссёра Ингмара Бергмана. Третий из так называемой «трилогии веры» Бергмана, включающей также ленты «Сквозь тусклое стекло» и «Причастие».
В вымышленной европейской стране две сестры, воплощающие чувственную и интеллектуальную стороны личности, почти не общаются и с трудом понимают друг друга, в то же время соперничая за внимание маленького сына одной из них. Фильм получил широкую известность благодаря своему новаторскому, модернистскому киноязыку.

## Сюжет
В душном купе поезда, который следует точно не обозначенным маршрутом, едут две сестры — Эстер (И. Тулин) и Анна (Г. Линдблум) и маленький сын последней — Юхан (Й. Линдстрём). Они возвращаются домой практически в полном молчании, которое лишь изредка прерывается короткими репликами мальчика и его матери. Ребёнок пытается читать роман Лермонтова «Герой нашего времени». Ему скучно; скучно и его матери. Её сестра Эстер больна раком; во всём её облике усталость, страх смерти, зависть к сестре.
По причине болезни Эстер путешественники сходят с поезда в городе Тимока (эстонское слово, означающее «принадлежащий палачу»). Герои останавливаются в мрачном пустынном отеле. По коридорам этого отеля, которые составляют подобие безмерного лабиринта, бродит маленький герой фильма, разглядывая картины в духе Рубенса, что висят на стенах. В своих скитаниях по отелю он попадает в номер к актёрам-карликам, которые вовлекают его в фантасмагорическую игру, наряжая в платье; однако пришедший главный карлик прикрикивает на них, и игра прекращается. И карлики, и служитель отеля разговаривают на незнакомом языке, слово «рука» на котором означает «käsi» (ср. эст. käsi — рука); ни один из главных героев не понимает их речи.
По улицам города ползут танки — метафора эмоциональной войны между сёстрами. Изнывающая от жары Анна бродит по незнакомым площадям, ловя на себе взгляды окружающих мужчин. Придя в театр (где она присутствует на комическом представлении тех же карликов), она наблюдает, как мужчина и женщина занимаются любовью на задних креслах. О своих переживаниях она рассказывает сестре, которая допытывается о личной жизни Анны. Познакомившись с официантом уличного бистро (Б. Мальмстен), Анна приходит с ним в отель. В отеле они занимаются любовью — и их видит её маленький сын. Позже Эстер застаёт любовников вместе. В номере Анна пытается унизить Эстер, происходит ссора сестёр.
В отсутствие сестры Эстер ведёт себя по-другому: она лежит в постели, курит, пьёт, пытается работать, ласкает себя; она ненавидит весь мир, свою сестру и саму себя, смотрит в окно на город. Под окном появляется танк, он останавливается ненадолго, разворачивается и скрывается за поворотом. Эстер безуспешно старается завоевать доверие племянника. Единственный человек, с которым она может нормально пообщаться — это служитель гостиницы. Эстер делится своими мыслями и переживаниями. На его руках она и остаётся в конце фильма. Подразумевается, что Эстер умирает.
Анна и Юхан продолжают путешествие вдвоём. Мальчик пытается прочесть слова на незнакомом языке, которые написала для него перед смертью Эстер. Анна подставляет своё тело дождевым струям, хлещущим в открытое окно. Звучит тревожная фоновая музыка. В книге «Картины» режиссёр прокомментировал финал фильма:

«Из всех злоключений и конфликтов, печальных условий, в которых находится человек, в „Молчании“ выкристаллизовывается лишь маленькая чистая капля чего-то иного — внезапный порыв, попытка понять несколько слов на чужом языке, это нечто странное, но единственное, что остается. Только это и позитивно».

## В ролях
- Ингрид Тулин — Эстер
- Гуннель Линдблум — Анна
- Биргер Мальмстен — официант
- Йорген Линдстрём — Юхан[4]

## Работа над фильмом
После нескольких фильмов, где было много разговоров, Бергман решил на время отойти от «литературщины» многослойных диалогов в пользу чистой кинообразности. Тем самым он предполагал найти новый подход к ключевой для себя теме молчания Бога (отсюда название): «Бог не говорит с нами, потому что он не существует».
В вымышленном городе, основанном на воспоминаниях Бергмана о разрушенных войной городах Центральной Европы, смоделирована экзистенциальная ситуация одиночества. Две сестры, даже будучи вместе, чувствуют в душе опустошённость — настолько сильную, что преодолеть её не помогают даже сексуальные эмоции, которые они пытаются пережить. Слова лишь мешают в мире, где отсутствуют подлинные чувства. В плане текста сценарий очень лаконичен. Бергман говорит, что при его создании вдохновлялся «Концертом для оркестра» Бартока:

«Первоначальная мысль была сделать фильм по законам музыки, а не драматургии. Фильм с ассоциативным ритмическим воздействием, с главным и побочными мотивами. Единственное, что осталось от Бартока в этом фильме, — начало с его глухим низким тоном и внезапным взрывом!.. И потом, меня всегда завораживал незнакомый город… Первоначально я хотел сделать главными персонажами двух мужчин — старого и молодого… Но потом я вдруг увидел в Ингрид Тулин и Гуннель Линдблум интересный контраст двух мощных полюсов».— Ингмар Бергман

## Реакция публики и критики
Выход фильма сопровождался шумихой в прессе по поводу необыкновенной откровенности отдельных сцен и намёка на запретные для коммерческого кино темы инцеста. «Когда вышел фильм… я получил анонимное письмо с обрывком использованной туалетной бумаги, — вспоминает Бергман. — Так что этот с точки зрения сегодняшнего дня невинный фильм был принят в штыки».
- Во Франции фильм вышел в прокат в укороченной версии: были вырезаны сцены, «оскорбляющие общественную нравственность».[7]
- «Советский экран» обвинил[источник не указан 2418 дней] режиссёра в латентном фашизме и человеконенавистничестве.[7]
- Сразу после проката фильма в 1963 году Бергману и его жене отказали от дома хозяева дачи на острове Орнё, мотивировав это тем, что приличные жильцы не должны снимать непристойные фильмы.[7]
- Шведский социолог Ю. Израэль «назвал „Молчание“… фильмом реакционным и способным внушить отвращение ко всякому проявлению секса»[8][9]

Некоторые критики (например, Ален Роб-Грийе и др.) проводили параллель между новым фильмом Бергмана и «трилогией отчуждения» Антониони, героини которой не могут даже в сексе найти выход из замкнутого круга экзистенциального одиночества и бессмысленности жизни, лишённой каких-либо трансцендентных смыслов.